# J-Son
Julimar Santos Oliveira Neponuceno, beter bekend als J-Son (Salvador, 27 april 1985), is een in Brazilië geboren Zweedse rapper. J-Son ging met zijn moeder in Göteborg, Zweden, wonen toen hij 5 jaar oud was.

## Carrière

### Never Half Stepping (2008-2009)
In 2008 kwam zijn eerste singles uit: Lookie lookie en Pretty boy. In 2009 volgde een single met Yaiya, genaamd My window. Later kwam ook de single Head in the sky uit. Op 23 november 2009 kwam zijn debuutalbum uit: Never Half Stepping. Het album kwam alleen in Zweden in de hitlijsten, namelijk op nummer 48.

### Andere singles (2010-heden)
In 2010 was hij te horen op de single Where you wanna go van Mischa Daniels. Ook kwam zijn eigen single Far away uit. 
In 2011 bracht hij zelf de singles Tag (met Lazee, Madcon en Julimar), Destination Sky (met Jason Gill), Stop me (met EllyEve) en Bonjour (met Elji BeatzKilla en Lazee uit. Verder was hij dat jaar te horen op twee singles van Eric Saade: Hearts in the air en Sky falls down. Ook was hij op Simple Man te horen, een single van Mischa Daniels en Sandro Monte. 
In 2012 bracht hij samen met Salem Al Fakir een single uit: Remedy. Met Remady en Manu-L bracht hij ook de single Single Ladies uit. Ook bracht hij weer een solo-single uit, genaamd Mr Feelgood, die in de Nederlandse Single Top 100 kwam te staan.

## Discografie

### Singles
| Single met eventuele hitnotering(en) in de Nederlandse Top 40 | Datum van verschijnen | Datum van binnenkomst | Hoogste positie | Aantal weken | Opmerkingen                 |
| ------------------------------------------------------------- | --------------------- | --------------------- | --------------- | ------------ | --------------------------- |
| Mr Feelgood                                                   | 2013                  | 26-01-2013            | tip14           | -            | Nr. 67 in de Single Top 100 |

| Single met hitnotering(en) in de Vlaamse Ultratop 50 | Datum van verschijnen | Datum van binnenkomst | Hoogste positie | Aantal weken | Opmerkingen         |
| ---------------------------------------------------- | --------------------- | --------------------- | --------------- | ------------ | ------------------- |
| Where you wanna go                                   | 2010                  | 25-12-2010            | 50              | 1            | met Mischa Daniels  |
| Single ladies                                        | 2012                  | 28-04-2012            | tip54           | -            | met Remady & Manu-L |